# مسجد لاميدو الكبير
 مسجد لاميدو الكبير هو مسجد في نغاونديري، الكاميرون .